# Січгарт
Січгарт — український треш-метал гурт. Лірика Січгарт присвячена козацтву та війнам, тексти несуть у собі відродження національного духу, нагадують про історичне минуле та загострюють увагу на соціальних проблемах.
Назва створена із двох коренів «січ» та «гарт». «Січа» в українській мові — кривавий бій із застосуванням холодної зброї, також дослідники пов'язують походження слова «січ» із військовими укріпленнями (Запорізька Січ). «Гарт» — стан або властивість, набуті гартуванням. Дослівно, створене слово «Січгарт» має значення — «бій, що загартовує».

## Склад

### Теперішні учасники
- Валерій Гаврилюк — вокал, гітара, лірика (2008 — до сьогодні)
- Михайло Возненко — соло-гітара (2008 — до сьогодні)
- Сергій Бердичевський — бас-гітара (2012—2014, 2017 — до сьогодні)
- Олександр Гилевич — ударні (2016 — до сьогодні)

### Колишні учасники
- Олександр Джулай — бас-гітара (2008—2009)
- Сергій Слепченко — ударні (2008—2012)
- Макс Целовальников — бас-гітара (2010—2011)
- Євген Гаврилюк — бас-гітара (2014—2017)
- Лев Курганський — ударні (2012—2016)

## Дискографія
| Рік  | Назва         |
| 2013 | До Зброї      |
| 2018 | Честь та Кров |

### Честь та Кров
Альбом «Честь та Кров» випущений 13 листопада 2018 року. Перший концептуальний альбом гурту, лірика присвячена російсько-українській війні на Сході України.
| #   | Назва              | Тривалість |
| --- | ------------------ | ---------- |
| 1.  | «Синергія»         | 01:31      |
| 2.  | «Честь та кров»    | 05:04      |
| 3.  | «Сталевий бій»     | 04:11      |
| 4.  | «MH17»             | 04:43      |
| 5.  | «Форпост»          | 04:50      |
| 6.  | «Останній сон»     | 06:11      |
| 7.  | «Жнива моєї крові» | 03:43      |
| 8.  | «Крізь віки»       | 04:32      |
| 9.  | «Град»             | 03:56      |
| 10. | «У вогні»          | 04:51      |

### Компіляції та спліти
| Назва                                           | Опис | Рік  | Лейбл                                          |
| ----------------------------------------------- | --- | ---- | ---------------------------------------------- |
| UkrOpen                                         | Компіляція. Волонтерський проект в підтримку української армії. На диску композиція «Кривавий Бруд».                                       | 2016 |                                                |
| Seven Burning Churches — A Tribute to Possessed | Міжнародний проект, компіляція, триб'ют альбому гурту Possessed «Seven Churches». На диску Січгарт представили композицію «Twisted Minds». | 2016 | More Hate Productions, Dead Center Productions |
| Повстанець                                      | Компіляція. На диску представлена композиція «Жнива Моєї Крові».                                                                           | 2016 | Sva Stone                                      |